# 필립 글래스
필립 모리스 글래스(영어: Philip Morris Glass, 1937년 1월 31일 ~ )는 미국의 작곡가이자 피아니스트이다. 미니멀리즘을 응용한 현대음악의 작곡가로 알려져 있으며, 20세기의 가장 영향력 있는 작곡가 중 하나로 평가받는다.

## 생애
시카고 대학에서 철학을 줄리어드 음대에서 작곡을 공부했다. 유럽에 건너 가서 나디아 블랑제와 작업하고, 1967년에 뉴욕에 돌아와 이듬해 필립 글래스 앙상블을 조직해 그의 초기 작품들을 창작했다. 대표적 음반으로는 《해변의 아인슈타인》(CBS M4 38875)이 알려져 있고, 《댄스 1 & 3》(TOMATO 8029)'와 그의 대중적 성공을 알린 음반으로 《GLASSWORKS》(CBS 37265)등이 있다. 크로노스 4중주단과 린다 론스타트와 더글러스 페리와 같은 가수가 연주한 《SONGS FROM LIQUID DAYS》(CBS FM 39564)가 있다.
스스로를 '유대교 신자이자, 도교 신자이자, 힌두교 신자이자, 톨텍교 신자이자, 불교 신자'라고 서술한 바 있으며, 티베트 독립의 후원자이다. 1987년에 컬럼비아 대학교 교수 로버트 서먼, 배우 리차드 기어와 함께 티베트 하우스의 공동 창립자이다. 채식주의자이다.